# HOXB13
HOXB13‏ (Homeobox B13) هوَ بروتين يُشَفر بواسطة جين HOXB13 في الإنسان.